# Лахтинско-Правобережная линия
Ла́хтинско-Правобере́жная линия (ранее — просто Правобере́жная) — четвёртая линия Петербургского метрополитена. Соединяет юго-восточные районы Санкт-Петербурга на правом берегу Невы с центром города. Планируется продолжение линии за станцию «Горный институт» до станции «Морской фасад» с промежуточной станцией «Гавань», из которых «Морской фасад» планируется единственной на линии станцией мелкого заложения. В перспективе до 2030 года, в связи с открытием первого небоскрёба Лахта-центра, линия также пройдёт через Крестовский остров в район Лахты, где расположится одноимённая станция. На схемах и указателях обозначена оранжевым цветом и пиктограммой .
До 7 марта 2009 года в состав линии входил участок, позднее переданный в состав новой Фрунзенско-Приморской линии — после «Достоевской» поезда прибывали на «Садовую» и шли до «Комендантского проспекта». Вместо «Садовой» в этом же районе для четвёртой линии была построена станция «Спасская», имеющая с ней пересадку, от которой находится продолжение в сторону станции «Горный институт». Открытие выхода на поверхность на находящейся между «Спасской» и «Горным институтом» станции «Театральная», в связи с отсутствием которого поезда проезжают «Театральную» транзитом (без остановки), ожидается в 2030 году; запуск пассажирского движения до «Горного института» осуществлён после готовности эвакуационных выходов на «Горном институте» и «Театральной».
После продления Фрунзенско-Приморской линии на юг и до открытия Красносельско-Калининской линии и станции «Морской фасад», является единственной в городе, где все станции — глубокого заложения.

## История

### Хронология пусков
Серым выделены станции, ныне функционирующие в составе пятой линии.
| Дата пуска            | Участок | Длина    | Кол-во станций |
| --------------------- | --- | -------- | -------------- |
| 30 декабря 1985 года  | «Площадь Александра Невского» — «Проспект Большевиков»                                                              | 5,2 км   | 4              |
| 1 октября 1987 года   | «Проспект Большевиков» — «Улица Дыбенко»                                                                            | 1,7 км   | 1              |
| 30 декабря 1991 года  | «Площадь Александра Невского» — «Достоевская» — «Садовая»                                                           | 4,7 км   | 3              |
| 15 сентября 1997 года | «Садовая» — «Чкаловская» (без станции «Адмиралтейская»)                                                             | 4,7 км   | 2              |
| 14 января 1999 года   | «Чкаловская» — «Старая Деревня» (без станции «Крестовский остров»)                                                  | 4,1 км   | 1              |
| 3 сентября 1999 года  | «Крестовский остров»                                                                                                | —        | 1              |
| 2 апреля 2005 года    | «Старая Деревня» — «Комендантский проспект»                                                                         | 2,7 км   | 1              |
| 7 марта 2009 года     | «Достоевская» — «Спасская»                                                                                          | 1,8 км   | 1              |
| 7 марта 2009 года     | Участок «Комендантский проспект» — «Садовая» передан линии 5, перегон «Садовая» — «Достоевская» преобразован в ССВ. | −13,1 км | −6             |
| 27 декабря 2024 года  | «Спасская» — «Горный институт» (без станции «Театральная»)                                                          | 3,6 км   | 1              |
|                       | Всего: | 14,8 км  | 9 станций      |

## Станции
Все станции Лахтинско-Правобережной линии имеют левосторонние островные платформы.
|  | Название станции                                  | Дата открытия   | Тип станции      | Глубина, (м) | Координаты                      | Район города            | Вид станции |
|  | ------------------------------------------------- | --------------- | ---------------- | ------------ | ------------------------------- | ----------------------- | ----------- |
|  | Горный институт                                   | 27 декабря 2024 | пилонная         | 71           | 59°55′57″ с. ш. 30°15′40″ в. д. | Василеостровский район  |             |
|  | Спасская                                          | 7 марта 2009    | пилонная         | 60           | 59°55′36″ с. ш. 30°19′10″ в. д. | Адмиралтейский район    |             |
|  | Достоевская                                       | 30 декабря 1991 | колонная         | 62           | 59°55′41″ с. ш. 30°20′46″ в. д. | Центральный район       |             |
|  | Лиговский проспект                                | 30 декабря 1991 | односводчатая    | 66           | 59°55′14″ с. ш. 30°21′17″ в. д. | Центральный район       |             |
|  | Площадь Александра Невского                       | 30 декабря 1985 | колонная         | 60           | 59°55′24″ с. ш. 30°23′00″ в. д. | Центральный район       |             |
|  | Новочеркасская до 1 июля 1992 «Красногвардейская» | 30 декабря 1985 | односводчатая    | 61           | 59°55′44″ с. ш. 30°24′42″ в. д. | Красногвардейский район |             |
|  | Ладожская                                         | 30 декабря 1985 | односводчатая    | 61           | 59°55′56″ с. ш. 30°26′20″ в. д. | Красногвардейский район |             |
|  | Проспект Большевиков                              | 30 декабря 1985 | односводчатая    | 68           | 59°55′11″ с. ш. 30°27′59″ в. д. | Невский район           |             |
|  | Улица Дыбенко                                     | 1 октября 1987  | колонно-стеновая | 61           | 59°54′26″ с. ш. 30°28′59″ в. д. | Невский район           |             |

### Типы станций

#### Колонная станция глубокого заложения
Впервые на Лахтинско-Правобережной линии станции такого типа появились в первой очереди на пусковом участке «Проспект Большевиков» — «Площадь Александра Невского» в 1985 году.
На 2025 год таких станций на Лахтинско-Правобережной линии три:
- «Достоевская» (1991),
- «Площадь Александра Невского» (1985),
- «Улица Дыбенко» (1987).

#### Односводчатая станция глубокого заложения
Данный тип станции представляет собой однообъёмный большой зал. Впервые на Лахтинско-Правобережной линии станции такого типа появились в первой очереди на пусковом участке «Проспект Большевиков» — «Площадь Александра Невского» в 1985 году.
На 2025 год таких станций на Лахтинско-Правобережной линии четыре:
- «Лиговский проспект» (1991),
- «Новочеркасская» (1985),
- «Ладожская» (1985),
- «Проспект Большевиков» (1985).

#### Пилонная станция глубокого заложения
На 2025 год таких станций на Лахтинско-Правобережной линии две:
- «Горный институт» (2024),
- «Спасская» (2009).

В настоящий момент строится ещё 1 пилонная станция — «Театральная».

## Пересадки
С запада на восток:
| Со станции              | На станцию              |
| ----------------------- | ----------------------- |
| Спасская                | Сенная площадь          |
| Спасская                | Садовая                 |
| Достоевская             | Владимирская            |
| Пл. Александра Невского | Пл. Александра Невского |

## Электродепо
С момента открытия и по сей день линия не имеет собственного электродепо, её обслуживанием занимается ТЧ-3 «Московское». В перспективе планируется строительство собственного депо ТЧ-9 «Правобережное», которое расположится за проектируемой станцией «Кудрово».
| Электродепо          | Период               |
| -------------------- | -------------------- |
| ТЧ-4 «Северное»      | 1985—1986            |
| ТЧ-5 «Невское»       | 1986—2000, 2008—2019 |
| ТЧ-6 «Выборгское»    | 2000—2008            |
| ТЧ-3 «Московское»    | с 2019               |
| ТЧ-9 «Правобережное» | с 2029               |

## Подвижной состав

### Количество вагонов в составах
С момента запуска и по сентябрь 2019 года на линии ходили шестивагонные поезда. Потенциально линия проектировалась и строилась для пропускной способности 40 пар поездов в час по 8 вагонов каждый. С сентября 2019 года количество вагонов увеличилось до семи.
| Количество | Годы                 |
| ---------- | -------------------- |
| 6          | 1985 — сентябрь 2019 |
| 7          | с 2019               |

### Тип подвижного состава
| Тип              | Период                                                 |
| ---------------- | ------------------------------------------------------ |
| 81-717/714       | с 1985                                                 |
| 81-717.5/714.5   | 1988—2009 (головные) с 1988 (промежуточные)            |
| 81-540/541       | 2003—2009 2018 — настоящее время                       |
| 81-540.8/541.8   | 2004—2018 (головные) с 2004 (промежуточные)            |
| 81-540.2/541.2   | 2006—2009 2022—2024                                    |
| 81-540.5/541.5   | 2007—2009 (головные) 2007—2009, с 2018 (промежуточные) |
| 81-717.5П/714.5П | с 2018                                                 |
| 81-725/726/727   | после 2025                                             |

Для продления линии в виде участка «Спасская» — «Горный институт» планировалось переоборудование головных вагонов серии 81-540.8, приписанных к электродепо ТЧ-3 «Московское», в промежуточные вагоны путём демонтажа кабины машиниста для увеличения их пассажировместимости, однако позже конкурс, проводимый для модернизации вагонов, был отменён ввиду отсутствия заявок. Впоследствии процесс модернизации был возобновлён. Модернизация проводится на ОЭВРЗ, куда две разновидности головных вагонов серии 81-540.8 в количестве пяти единиц с неофициальными названиями «Саблезуб» и «Головастик» с 14 сентября 2024 года находились на железнодорожной станции Автово.
Планируется поставка поездов «Балтиец» после завершения обновления подвижного состава на Московско-Петроградской линии, которое начнётся в 2025 году.

## Перспективы
Планируется продление четвёртой линии в западной её части как минимум до намывных территорий Васильевского острова.
В южном направлении за станцией «Улица Дыбенко» планировалось построить ещё две станции «Кудрово» и «Юго-Восточную» с комплексом электродепо «Правобережное». В 2008 году их планировалось построить не ранее 2016 года, однако из «Программы развития метрополитена до 2025 года» эти станции оказались исключены. В октябре 2011 года была достигнута договорённость, что финансирование строительства станции «Кудрово» будет поделено между бюджетами Санкт-Петербурга, Ленинградской области (станция планируется в г. Кудрово) и Российской Федерации.
Начало строительства было также запланировано на 2023 год, однако позже выяснилось, что у станции отсутствует проект, и сроки как его разработки, так и открытия станции, неизвестны.
Продление линии до Лахты было запланировано изначально, поэтому на ряде старых планов линия обозначалась как «Заневско-Лахтинская». Эти планы были пересмотрены на совещании 2 сентября 2010 года с губернатором В. Матвиенко, посвящённом строительству новых станций метрополитена — предполагалось, что станция «Морской фасад» станет конечной. 28 июня 2011 года и это решение было пересмотрено, стало известно, что линия всё-таки будет продлена за станцию «Морской фасад». В феврале 2019 года были определены места расположения на поверхности перспективных станций. Станция «Гавань» появится на пересечении Наличной улицы и Шкиперского протока, а станция «Морской фасад» — на намывной территории в пешей доступности от пассажирского порта.

## Строительство
В рамках контракта между ОАО «Метрострой» и Комитетом по развитию транспортной инфраструктуры Петербурга в феврале 2017 года началась проходка тоннеля, который соединит «Спасскую» со строящейся станцией «Горный институт». «Метрострою» предстоит построить два перегонных тоннеля диаметром 5,63 м общей протяжённостью 5,5 км.
14 декабря 2017 года был закончен первый перегонный тоннель от станции «Горный институт» до станции «Театральная». С февраля по декабрь 2017 года в ходе работ тоннелепроходческий комплекс прошёл 2204 метра
11 сентября 2019 года был закончен второй перегонный тоннель от станции «Горный институт» до станции «Театральная». С июля 2018 по январь 2019 года в ходе работ тоннелепроходческий комплекс прошёл 1287 метров.
Осень 2019 — сентябрь 2020 — пройден первый перегонный тоннель от станции «Театральная» до станции «Спасская», в ходе работ тоннелепроходческий комплекс прошёл около 800 метров
Сентябрь 2020 года — апрель 2021 года пройден второй перегонный тоннель от станции «Театральная» до станции «Спасская», в ходе работ тоннелепроходческий комплекс прошёл около 800 метров.
С 31 августа 2021 года все работы осуществляет новое предприятие «Метрострой Северной Столицы», созданное правительством Санкт-Петербурга совместно с группой ВТБ.
В связи с работами по подключению действующего метрополитена от станции «Спасская» к перспективному до «Горного института» в августе 2024 года на три дня была изменена схема движения:
- 16 августа движение бо́льшая часть поездов осуществлялась от станции «Улица Дыбенко» до станции «Площадь Александра Невского» (т. н. «зонный оборот», а некоторая часть следовала до станции «Лиговский проспект», станции «Достоевская» и «Спасская» были закрыты.
- 17 и 18 августа движение поездов осуществлялось от станции «Улица Дыбенко» до станции «Садовая» с движением после «Достоевской» по тоннелям служебной соединительной ветви, которые использовались для пассажирского движения с 1991 года по 2009 год. Из оборотного тупика станции «Садовая» поочерёдно отправлялись поезда Правобережной линии к станции «Улица Дыбенко» и далее вновь к «Садовой», при этом поезда Фрунзенско-Приморской линии продолжали стандартное движение. Из-за закрытия «Достоевской» на «Площади Александра Невского» возник транспортный коллапс, который начальник метрополитена Евгений Козин объяснил принятием решения не организовывать двухстороннее движение поездов[49].
- 25 ноября 2024 года началась обкатка участка линии «Спасская» — «Горный институт»[50].

## Технические подробности

### Напольное оборудование
На линии основным средством сигнализации является АЛС-АРС. В качестве дополнительного средства используется автоблокировка без автостопов и защитных участков. Нормальное положение светофоров автоматического действия — погашенное. Светофоры полуавтоматического действия имеют сигнал «один синий огонь», что разрешает движение по указателям АЛС-АРС в кабине машиниста. На линии используется система автоведения «ПУАВ», дополненная системой бесконтактной привязки к пути.

### Для машинистов
Уникальной для Петербургского метрополитена является установленная в 2015 году система «Штурман», которая предназначена для мониторинга состояния машиниста во время работы на линии. Каждую секунду во время движения анализируются сердечный ритм, давление, пульс и другие физические параметры машиниста, что позволяет максимально снизить влияние человеческого фактора и повысить безопасность перевозок. Система представляет собой набор датчиков, встроенных в специальную гарнитуру, закреплённую на ухе машиниста. Эти гарнитуры изготавливаются по слепкам ушной раковины каждого сотрудника, настроены персонально на каждого машиниста и в режиме «онлайн» передают информацию о состоянии организма на бортовой компьютер. Дальше информация обрабатывается и передается оператору. Если система определяет, что машинист может потерять концентрацию или достичь состояния монотонии, оператор связывается с ним через машиниста-инструктора и даёт предупреждение. В случае дальнейшего ухудшения состояния здоровья или появления рассеянности внимания машиниста заменят.
Модификация системы «Штурман» учитывает и анализирует информацию о состоянии машинистов во время движения на временных отрезках различной протяжённости, что позволяет составить оптимальный график работы для каждого сотрудника и значительно увеличить срок нахождения на линии машинистов в полностью работоспособном состоянии.

### Особенности организации движения поездов
16 августа 2024 года из-за закрытия станций «Спасская» и «Достоевская» для подключения перспективного участка линии «Спасская» — «Горный институт» к действующей линии, «Лиговский проспект» стал временно конечным на линии, а, ввиду отсутствия у него путевого развития, для оборота подвижного состава использовалась служебная соединительная ветвь на станции «Садовая», ведущая на «Невский проспект», что сделало «Лиговский проспект» второй станцией в Петербургском метрополитене конечной без путевого развития после «Звенигородской» и «Волковской» в 2008 году, когда между ними было организовано челночное движение.

## В культуре
Лахтинско-Правобережная линия присутствует в дополнении (моде) «Metrostroi Subway Simulator» к игре «Garry's Mod» в Steam, функционирует в Steam Workshop в виде аддона и разработана «игроками-энтузиастами». Дополнение отличается от других компьютерных симуляторов поезда высокой реалистичностью.

## Название
Изначально линия именовалась «Правобережной», хотя станция «Площадь Александра Невского 2», открытая в составе первой очереди, находится на левом берегу Невы. ОАО «Метрострой» (обанкрочен 31 августа 2021 года) и появившийся после него «Метрострой Северной Столицы» называют линию «Лахтинско-Правобережной», несмотря на то, что до Лахты она не доходит, и продление линии с одноимённой станцией состоится не ранее 2030 года.

## Статистика
- Средняя глубина заложения линии — 63 метра. Самая глубокая станция — «Горный институт» (71 метр), самая «мелкая» — «Площадь Александра Невского» (60 метров).
- На линии четыре односводчатых станции («Проспект Большевиков», «Ладожская», «Новочеркасская», «Лиговский проспект»); две колонных («Площадь Александра Невского» и «Достоевская»); одна колонная («Улица Дыбенко»); две пилонных («Спасская» и «Горный институт»).
- Самая загруженная станция линии — «Ладожская». В 2021 году её пропускная способность составляла почти 2,4 млн пассажиров в месяц[64].
- Среднее время поездки составляет 26 минут.

### Комментарии
1. ↑  Название «Правобережная» всегда было условным, так как станция «Площадь Александра Невского 2», находящаяся на линии с первого дня её существования, находится на левом берегу Невы, и в данный момент лишь половина станций линии расположена на правом берегу; в то же время продление линии до Лахты — перспектива не ранее 2030 года[2]
2. ↑  После 1993 года[3] все линии в навигации обозначаются номерами и цветами[4], однако названия линий, образованные от соединяемых ими районов, продолжают использоваться в рабочей документации[5]
3. ↑  Наряду со станциями «Автово», «Ленинский проспект», «Проспект Ветеранов», «Дунайская», «Беговая» и «Зенит»; при строительстве «Зенита» и «Беговой» была применена технология «стена в грунте»; аналогичными планируются станции «Богатырская» со станционными дверьми[6], которыми также оборудованы «Зенит», «Беговая» и планируется «Каменка»[7]